# 以人名命名的世界地名列表
下表列出世界各地以人名命名的地名，包括城市、行政区、國家與大洲。

## 大陆及国家
- 大洲
  - 美洲 （亚美利哥，确认美洲为新大陆）
  - 欧洲 （欧罗巴，血统高贵的腓尼基公主）
- 国家
  - 婆罗多 亚洲 （印度的印地语国名，源于豆扇陀之子婆罗多或勒舍波提婆之子婆罗多）
  - 柬埔寨 亚洲 （Kambu Swayambhuva）
  - 库克群岛 亚洲 （詹姆斯·库克）
  - 菲律宾 亚洲 （菲利浦二世，西班牙国王）
  - 沙特阿拉伯 亚洲 （伊本·沙特，统一了沙特阿拉伯）
  - 以色列 亚洲（以色列）
  - 基里巴斯 亚洲 （托马斯·吉尔伯特，英国船长）
  - 所罗门群岛 亚洲 （所罗门）
  - 意大利 欧洲 （意大利，部落首领）
  - 圣马力诺 欧洲 （马力诺，石匠）
  - 列支敦士登 歐洲 （約翰·亞當·範·列支敦士登大公）
  - 安哥拉 非洲 （恩哥拉，葡萄牙人将其讹传为安哥拉）
  - 毛里求斯 非洲 （莫里斯，联省共和国总督，拉丁文为Mauritius）
  - 塞舌尔 非洲 （维孔特·德·塞舌尔，法国财政大臣）
  - 斯威士兰 非洲 （姆斯瓦蒂二世）
  - 莫桑比克 非洲 （穆萨·本·比克，莫桑比克岛统治者）
  - 圣多美和普林西比 非洲 （圣多马）
  - 尼加拉瓜 北美洲 （尼加鲁，玛雅时期当地印第安部落的一位酋长）
  - 多米尼加共和国 北美洲 （圣道明）
  - 萨尔瓦多 北美洲 （救世主耶稣）
  - 圣基茨和尼维斯 北美洲 （圣克里斯多福）
  - 圣卢西亚 北美洲 （圣露西）
  - 圣文森特和格林纳丁斯 北美洲 （圣比森特，西班牙第一位殉道者）
  - 玻利维亚 南美洲 （玻利瓦尔）
  - 哥伦比亚 南美洲 （哥伦布）
  - 马绍尔群岛 大洋洲 （J·马绍尔，曾勘察此群岛）

## 各级行政区

### 一级行政区
- 亚洲
  - 伊拉克，薩拉赫丁省，薩拉丁（阿拉伯世界的英雄）
  - 菲律賓，奎松省，曼努埃爾·奎松（菲律賓第二任總統）
  - 蒙古国，苏赫巴托尔省 达木丁·苏赫巴托尔（蒙古国独立领袖）
  - 柬埔寨，西哈努克省 諾羅敦·西哈努克（柬埔寨国王）
- 欧洲
  - 俄羅斯，列寧格勒州 弗拉基米爾·列寧 （蘇聯首位領導人）
- 美洲
  - 加拿大，艾伯塔省 路易斯·卡罗琳·阿尔伯塔（英国公主，维多利亚女王女儿）
  - 加拿大，愛德華王子島省 爱德华王子（英国王子，维多利亚女王父亲）
  - 美國，華盛頓州 喬治·華盛頓（美國首任總統）
  - 美国，乔治亚州 乔治二世（英国国王）
  - 哥伦比亚，苏克雷省 安东尼奥·何塞·苏克雷（南美洲独立领袖）
  - 委内瑞拉，苏克雷州  安东尼奥·何塞·苏克雷（南美洲独立领袖）
- 大洋洲
  - 澳大利亞，維多利亞州 亞歷山德麗娜·維多利亞（英國女王）

### 二级行政区
- 亚洲
  - 朝鮮，金正淑郡 金正淑（1981年命名，第一任領導金日成的妻子，第二任領導人金正日的母親）
  - 朝鲜，金亨稷郡 金亨稷（1988年命名，第一任領導金日成的父亲，第二任領導人金正日的祖父）
  - 朝鲜，金亨權郡 金亨權（1990年命名，第一任領導金日成的叔叔）
- 北美洲
  - 美國，華盛頓縣 喬治·華盛頓（美國首任總統）
- 南美洲
  - 委内瑞拉，安東尼奧何塞德蘇克雷市 安东尼奥·何塞·苏克雷（南美洲独立领袖）
  - 秘鲁，卡洛斯費爾明菲茨卡拉爾省，（秘鲁商人卡洛斯·费尔明·菲茨卡拉德（英语：Carlos Fitzcarrald））
  - 秘鲁，馬里斯卡爾盧蘇里加省（英語：Mariscal Luzuriaga Province），（将军Toribio_de_Luzuriaga（西班牙语：Toribio_de_Luzuriaga））
  - 秘鲁，卡斯特羅維雷納省，省名与首府卡斯特羅維雷納同名，卡斯特羅維雷納（西班牙語：Castrovirreyna）由CASTRO（Teresa Castro，总督加西亚·乌尔塔多·门多萨的妻子）和VIRREYNA组成。
  - 秘鲁，雷蒙卡斯蒂利亞元帥省，拉蒙·卡斯蒂利亚（秘鲁总统）
  - 秘鲁，丹尼爾阿爾西德斯卡里翁省，丹尼尔·阿尔西德·卡里翁（英语：Daniel Alcides Carrión）（秘鲁医学家）

## 首都及著名城市
- 美洲
  - 美國首都，華盛頓哥倫比亞特區，喬治·華盛頓（美國首任總統）。
  - 智利首都，聖地亞哥，聖雅各（西班牙軍隊的守護神、傳教士）。
  - 蓋亞那首都，喬治敦，喬治三世（英佔時期的英國國王）。
  - 玻利维亚首都，苏克雷（南美洲独立领袖安东尼奥·何塞·苏克雷）
  - 美國城市，柏克萊，喬治.柏克萊
- 歐洲
  - 法國首都，巴黎，帕里斯（希臘神話中因掠走海倫而引起特洛伊戰爭的英俊男子，巴黎為帕里斯的譯音）。
  - 希臘首都，雅典，雅典娜（希臘神話智慧女神）。
  - 俄羅斯城市，聖彼得堡，彼得大帝（俄羅斯帝國皇帝）。
  - 俄罗斯城市，葉卡捷琳堡，叶卡捷琳娜一世（俄羅斯帝國皇帝）
  - 聖馬利諾 聖馬力諾，馬力諾（石匠，該國創始人）。
  - 馬耳他 瓦莱塔，让·德·瓦莱特（指揮“馬耳他戰役”的聖約翰騎士團團長）。
  - 鐵托格勒 黑山，約瑟普·布羅茲·鐵托 （南斯拉夫總統）。
- 亞洲
  - 越南城市，胡志明市，胡志明（越南勞動黨主席，越南獨立領袖）。
  - 菲律賓城市，奎松市，曼努埃爾·奎松（菲律賓第二任總統）。
  - 大韓民國城市，世宗特別自治市，朝鮮世宗（李氏朝鮮的第四代國王）。
  - 斯里蘭卡城市，可倫坡，哥倫布（16世紀時葡萄牙人改為此名）。
  - 中國城市(地級市)，中山市，孫中山（中華民國國父，中國國民黨總理）。
- 大洋洲
  - 巴布亞新幾內亞首都，莫爾茲比港，莫爾茲比（最先到達此地的英國殖民者，上尉）。
- 非洲
  - 利奧波德維爾，利奥波德二世（前比利時國王）。
- 以稱謂命名
  - 紐西蘭首都，惠灵顿，阿瑟·韋爾斯利，第一代威靈頓公爵（英國陸軍大將）。
  - 澳大利亞城市，墨爾本，第二代墨爾本子爵威廉·蘭姆（英國首相）。